# 눈으로 말해요
《눈으로 말해요》는 2000년 3월 19일부터 2001년 3월 25일까지 방영된 문화방송 일요아침드라마이다.

## 줄거리
식품회사에 근무하는 장기웅(감우성 분)과 허인경(전혜진 분)을 중심으로 펼쳐지는 직장인들의 사랑과 애환, 그리고 그들의 보금자리인 가족 내에서 일어나는 일상의 행복과 희노애락을 그린 드라마.

## 등장 인물

### 주요 인물
- 감우성: 장기웅 역 - 상품기획팀 사원
- 전혜진: 허인경 역 - 상품기획팀 대리, 기웅의 회사 선배

### 장기웅의 주변 인물
- 김성겸: 장용대 역 - 기웅의 아버지
- 고수: 장기룡 역 - 기웅의 동생
- 송지은

### 허인경의 주변 인물
- 이정길: 허귀남 역 - 인경의 아버지
- 사미자: 영자 역 - 인경의 어머니
- 윤미라: 허옥남 역 - 인경의 고모
- 함신영: 허인재 역 - 인경의 동생, 기웅의 친구

### 상품기획팀
- 이진우: 대리 역
- 이아현: 유리 역
- 김형일: 철환 역 - 팀장
- 박광정: 박만식 역 - 과장
- 정소영: 유미정 역 - 기웅의 썸녀
- 홍기훈: 하지훈 역 - 대리

### 그 외 인물
- 김용희
- 박은혜
- 이희도
- 이찬호
- 류현경: 명희 역
- 김민정: 미라 역
- 허성수
- 김상엽
- 김일웅
- 송재윤
- 김철기
- 백종헌
- 주우
- 강용석
- 양지선
- 송일국
- 홍은희
- 고정민
- 조재혁
- 최세환
- 조명진
- 김신일
- 양현태

| 문화방송 일요아침드라마                              | 문화방송 일요아침드라마                           | 문화방송 일요아침드라마                        |
| 이전 작품                                            | 작품명                                            | 다음 작품                                      |
| ---------------------------------------------------- | ------------------------------------------------- | ---------------------------------------------- |
| 사랑밖엔 난 몰라 (1998년 1월 11일 ~ 2000년 3월 12일) | 눈으로 말해요 (2000년 3월 19일 ~ 2001년 3월 25일) | 어쩌면 좋아 (2001년 4월 1일 ~ 2002년 1월 27일) |